# Balón de Oro 1977

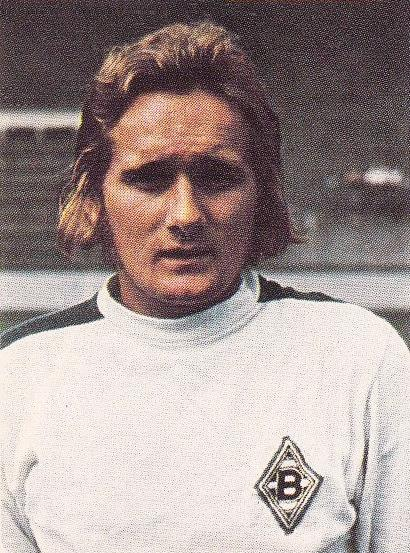
Allan Simonsen, vencedor de su primer Balón de Oro.

La edición de 1977 del Balón de Oro, 22.ª edición del premio de fútbol creado por la revista francesa France Football, fue ganada por el danés Allan Simonsen (Borussia Mönchengladbach).
El jurado estuvo compuesto por 26 periodistas especializados, de cada una de las siguientes asociaciones miembros de la UEFA: Alemania Occidental, Alemania Oriental, Austria, Bélgica, Bulgaria, Checoslovaquia, Dinamarca, España, Finlandia, Francia, Grecia, Hungría, Inglaterra, Irlanda, Italia, Luxemburgo, Noruega, Países Bajos, Polonia, Portugal, Rumanía, Suecia, Suiza, Turquía, Unión Soviética y Yugoslavia.
El resultado de la votación fue publicado en el número 1655 de France Football, el 27 de diciembre de 1977.

## Sistema de votación
Cada uno de los miembros del jurado elige a los que a su juicio son los cinco mejores futbolistas europeos. El jugador elegido en primer lugar recibe cinco puntos, el elegido en segundo lugar cuatro puntos y así sucesivamente.
De esta forma, se repartieron 390 puntos, siendo 130 el máximo número de puntos que podía obtener cada jugador (en caso de que los 26 miembros del jurado le asignaran cinco puntos).

## Clasificación final
| Puesto | Jugador             | Equipo                         | Votos | Votos | Votos | Votos | Votos | Votos | Puntos |
| Puesto | Jugador             | Equipo                         | 1º    | 2º    | 3º    | 4º    | 5º    | Total | Puntos |
| ------ | ------------------- | ------------------------------ | ----- | ----- | ----- | ----- | ----- | ----- | ------ |
| 1º     | Allan Simonsen      | Borussia Mönchengladbach       | 7     | 7     | 3     | 1     |       | 18    | 74     |
| 2º     | Kevin Keegan        | Liverpool / Hamburgo           | 11    | 3     |       | 1     | 2     | 17    | 71     |
| 3º     | Michel Platini      | Nancy                          | 5     | 4     | 5     | 5     | 4     | 23    | 70     |
| 4º     | Roberto Bettega     | Juventus                       | 1     | 1     | 7     | 3     | 3     | 15    | 39     |
| 5º     | Johan Cruyff        | Barcelona                      | 1     | 2     | 2     | 2     |       | 7     | 23     |
| 6º     | Klaus Fischer       | Schalke 04                     |       | 3     | 2     | 1     | 1     | 7     | 21     |
| 7º     | Tibor Nyilasi       | Ferencváros                    |       | 1     | 2     | 1     | 1     | 5     | 13     |
|        | Rob Rensenbrink     | Anderlecht                     |       | 1     | 2     | 1     | 1     | 5     | 13     |
| 9º     | Dudu Georgescu      | Dinamo Bucarest                |       |       | 1     | 1     | 1     | 3     | 6      |
| 10º    | Emlyn Hughes        | Liverpool                      | 1     |       |       |       |       | 1     | 5      |
|        | Steve Heighway      | Liverpool                      |       | 1     |       |       | 1     | 2     | 5      |
|        | Berti Vogts         | Borussia Mönchengladbach       |       |       | 1     | 1     |       | 2     | 5      |
| 13º    | Dominique Bathenay  | Saint-Étienne                  |       | 1     |       |       |       | 1     | 4      |
|        | Trevor Brooking     | West Ham United                |       | 1     |       |       |       | 1     | 4      |
|        | Anders Linderoth    | Östers / Olympique Marsella    |       | 1     |       |       |       | 1     | 4      |
|        | Ronnie Hellström    | Kaiserslautern                 |       |       |       | 2     |       | 2     | 4      |
|        | Franco Causio       | Juventus                       |       |       |       | 1     | 2     | 3     | 4      |
| 18º    | Ruud Krol           | Ajax                           |       |       | 1     |       |       | 1     | 3      |
|        | Marius Trésor       | Olympique Marsella             |       |       |       | 1     | 1     | 2     | 3      |
| 20º    | Rainer Bonhof       | Borussia Mönchengladbach       |       |       |       | 1     |       | 1     | 2      |
|        | Heinz Flohe         | Colonia                        |       |       |       | 1     |       | 1     | 2      |
|        | Ruud Geels          | Ajax                           |       |       |       | 1     |       | 1     | 2      |
|        | Dieter Müller       | Colonia                        |       |       |       | 1     |       | 1     | 2      |
|        | Peter Shilton       | Stoke City / Nottingham Forest |       |       |       | 1     |       | 1     | 2      |
|        | Pirri               | Real Madrid                    |       |       |       |       | 2     | 2     | 2      |
| 26º    | Giancarlo Antognoni | Fiorentina                     |       |       |       |       | 1     | 1     | 1      |
|        | Jürgen Grabowski    | Eintracht Frankfurt            |       |       |       |       | 1     | 1     | 1      |
|        | Gérard Janvion      | Saint-Étienne                  |       |       |       |       | 1     | 1     | 1      |
|        | Ray Kennedy         | Liverpool                      |       |       |       |       | 1     | 1     | 1      |
|        | Hans Krankl         | Rapid Viena                    |       |       |       |       | 1     | 1     | 1      |
|        | Gordon McQueen      | Leeds                          |       |       |       |       | 1     | 1     | 1      |
|        | András Törőcsik     | Újpest Dózsa                   |       |       |       |       | 1     | 1     | 1      |

## Curiosidades
- Primera edición desde 1966 en la que no aparece Franz Beckenbauer.